# Цирк семьи Пайло
Цирк семьи Пайло (англ. The Pilo Family Circus) — дебютный роман австралийского писателя Уилла Эллиота, вышедший в 2006 году. Сочетает в себе элементы хоррора, антиутопии и чёрной комедии. Характерен многозначным толкованием как у профессиональных критиков, так и у читателей.
В юности автор перенёс несколько нервных срывов, один из которых закончился диагностированием у девятнадцатилетнего Эллиота шизофрении. Хотя «Цирк семьи Пайло» это история о молодом человеке, который, в первую очередь, борется со своим альтер эго, Эллиот настаивает на том, что роман не автобиографичен.

## Сюжет
Главный герой романа, Джейми, ничем не примечательный, благонравный и скромный молодой человек, работающий консьержем в элитном брисбенском клубе. Он живёт в разваливающемся доме на окраине города, вместе с тремя соседями, не воспринимающими его всерьёз; он не способен защитить себя от агрессии и пренебрежения со стороны других людей; он образован, но начисто лишен амбиций, не задумывается о том, чтобы улучшить своё положение, и соглашается на «стандартный жизненный набор: работа, дом, жена, два-три ребёнка».
Однажды по пути с работы Джейми чуть не сбивает стоящего на дороге клоуна. Следующей ночью его машина глохнет посреди улицы и молодой человек оказывается невольным свидетелем странной сцены с участием уже трех клоунов, включая увиденного им накануне. После того, как клоуны уходят, Джейми находит на парковке, где разворачивалось действие, кисет со странным порошком внутри, забирает его себе и отправляется домой. Ночью Джейми снится кошмар: он снова на парковке и клоуны ищут потерянный ими кисет, а заодно и того, кто его подобрал. Джейми удаётся спрятаться от них, но уже по пробуждении он совершает очередную ошибку - использует порошок из кисета чтобы отомстить Стиву, одному из своих соседей по дому. Так клоуны находят дом Джейми и начинают терроризировать его и Стива. Они требуют от парней пройти пробу на поступление в цирк семьи Пайло, куда так или иначе попадают оба героя.
Джейми становится новым клоуном. Он знакомится с другими участниками шоу, в т.ч. со своими недавними преследователями, и постигает устройство цирка. Всё в нём основано на бессмысленной, садистской жестокости ради жестокости. Исполнители вынуждены бороться за свою жизнь на манеже и вне его, кровная вражда между труппами - совершенно обычное дело, а с бунтарями безжалостно расправляются хозяева цирка, братья Курт и Джордж Пайло. Весь цирк - машина для высасывания душ своих посетителей, паразитирующая на цирках и ярмарках реального мира. Джейми не верит в реальность происходящего и хочет вернуться домой. Шелис, прорицательница цирка, уверяет Джейми, что ему незачем возвращаться в реальный мир - там его не ждет ничего, кроме прозябания между ненавистной работой, постылым домом, нездоровым подобием семьи и, в конце концов, самоубийства. Джейми верит ей и понимает, что у него нет выбора. Его прежняя жизнь была полна рутины и состояла сплошь из беспросветных серых будней. Объективно она не представляла особой ценности даже для самого Джейми, но теперь, став пленником цирка, он чувствует себя похороненным заживо.
На следующее утро Джейми знакомится с Уинстоном, удивительно нормальным на фоне окружающего безумия клоуном. Уинстон рассказывает Джейми, что всё дело в краске для лица, которой пользуются клоуны и советует регулярно смывать её. Позже, тем же утром, Гонко, главный клоун, заставляет Джейми воспользоваться тем самым гримом. Под его действием появляется Джей-Джей, полная противоположность Джейми, живущая в его теле как самостоятельная личность. Он делает то, на что никогда в жизни не решился бы Джейми, откровенно нарывается на неприятности, а так же крадет у гадалки её хрустальный шар, с помощью которого Шелис шпионит за исполнителями для братьев Пайло. Девиантное поведение Джей-Джея заставляет главного героя попытаться отказаться от дальнейшего использования краски, но в его положении это оказывается невозможно. Джейми вновь помышляет о том, чтобы бежать из цирка. Он рассказывает Уинстону о краже хрустального шара, а тот, приняв нужные меры предосторожности, приводит Джейми на собрание Движения Свободы, члены которого ждут случая покончить с цирком раз и навсегда.
Между тем происходит ряд саботажей. Курт и Джордж пытаются восстановить порядок, что приводит лишь к новым погромам. Они постепенно теряют контроль над ситуацией. С помощью своих магических талантов Шелис узнает местоположение хрустального шара и он опять в распоряжении Пайло, которые снова могут отслеживать злоумышленников. Шанс на свободу кажется потерянным, но многочисленные диверсии на цирковых площадках выводят Курта из равновесия. Потеряв остатки человеческого облика, он начинает атаковать своих подчиненных и заговорщики, наконец, решаются на открытую борьбу.
В этот день в результате противостояния братьев Пайло, враждующих трупп и участников сопротивления, большая часть исполнителей гибнет. В финале Джейми и Уинстон встречаются в клоунском шатре. Старик велит Джейми уходить из цирка. Сам он, тем временем, собирается убить выжившего Джорджа Пайло, чтобы полностью обезглавить цирк. Перед тем, как вернуться в реальный мир, Джейми слышит звуки выстрелов. Оказавшись за пределами цирка, он не помнит ни его самого, ни того, что случилось.

## Персонажи
- Джейми (Jamie) - главный герой. Заурядный, доброжелательный и порядочный молодой человек.
- Джей-Джей (J-J, в переводе И.Игоревского — Джи-Джи, в переводе С.Алукард — Джей-Джей) — клоун, которым становится Джейми под действием грима, его антипод. Глупый, трусливый, зловредный тип, завязавший борьбу с самим собой в лице Джейми.
- Уинстон (Winston) — старый клоун, сохранивший рассудок благодаря тому, что почти не пользуется специальной клоунской краской. Мечтает выбраться из цирка. Берёт Джейми под опеку и рассказывает ему о Движении Свободы.
- Курт Пайло (Kurt Pilo) — сын основателя цирка, Курта Пайло Старшего. Устрашающий монструозный гигант, скрывающий свою чудовищную сущность под мягким характером и дружелюбием. Стал хозяином цирка после того, как убил своего отца, откусив ему полголовы[1]. Часто устраивает для Джорджа опасные розыгрыши, показывая, что может убить его в любой момент, если захочет. Положительно относится к жёсткой конкуренции между своими подчинёнными и сам её провоцирует, списывая всё на улучшение функционирования цирка.
- Джордж Пайло (George Pilo) — младший брат Курта, серьёзно пытающийся избавиться от него, чтобы стать единственным владельцем цирка. Вечно раздражённый карлик, открыто ненавидит любимцев старшего брата (в частности клоунов) и покровительствует их врагам.
- Гонко (Gonko) — главный клоун цирка и один из старейших его участников. В прошлом друг покойного Пайло Старшего, хорошо ладит с Куртом Младшим. Взаимно ненавидит Джорджа и вообще всякого, кто не клоун, но за свою труппу готов стоять до последнего. Нетерпимый, расчётливый, подлый, властолюбивый садист со специфическим чувством юмора.
- Рафшод (Rufshod) — самый молодой из клоунов, наслаждается острой формой мазохизма. Всегда полон безумных идей, продвигающих сюжет и создающих проблемы ему и другим членам клоунской труппы.
- Дупи (Doopy) — суетливый клоун, донимающий всех болтовней и бесконечными вопросами. Недалёкий и неуклюжий, кажется безобидным, но способен на тяжелое насилие, особенно когда речь идет о защите брата.
- Гоши (Goshy) — близнец Дупи. Имеет нарушение психики, сходное с олигофренией. Общается с окружающим миром посредством свиста и имитации различных звуков. В ходе повествования ухаживает за папоротником и женится на нем. В отдельных случаях может быть по-настоящему опасен.
- Клоун-новичок (the Apprentice, ученик) — безымянный и бессловесный персонаж, который был безжалостно изгнан из клоунской труппы после появления Джейми. Убит при попытке расправиться с Гонко.
- Акробаты (the Acrobat Troupe) — главные противники клоунов, во многом наделённые чертами положительных героев: они в добрых отношениях со всеми другими исполнителями, восстанавливают мир и справедливость на площадках цирка и обладают физической привлекательностью. К братьям Пайло относятся с подобострастием. Руководитель труппы, Рэндольф (Randolph) - один из участников Движения Свободы. Он был против посвящения Джейми в заговор и пытался его устранить.
- Шелис (Shalice) — всевидящее око братьев Пайло, гадалка, владеющая даром предвидения. Использует магический хрустальный шар для слежки за другими исполнителями, поиска людей, создания иллюзий и т.д. Гипнотизирует некоторых из посетителей цирка, «программируя» их на создание и развитие разнообразнейших критических ситуаций (от автомобильных аварий до настоящих войн) в реальном мире.
- Фишбой (Fishboy) — куратор паноптикума, человек с рыбьей головой. Настолько приятен в общении, вежлив и предупредителен, что сумел не нажить врагов даже в цирке. Ответственный, отзывчивый и обязательный, не имеет проблем с братьями Пайло, однако является основоположником Движения Свободы.
- Уроды (the Freak Show) — рукотворные экспонаты паноптикума: звероподобный Йети (Yeti), поедающий стекло; Тэллоу (Tallow Man), человек с плавящейся, пузырящейся и стекающей кожей; Наггет (Nugget), живая отсечённая голова. Все они когда-то были нормальными людьми, но усилиями манипулятора материалом оказались переделаны в несуразные создания, влачащие безнадёжное, мучительное существование.
- Манипулятор материалом (the Matter Manipulator, ММ) — практически не участвует в повествовании, но упоминается как цирковой хирург, создатель уродов и, соответственно, инициатор худших наказаний за неподчинение и проступки. Под «материалом» в данном случае подразумеваются части человеческих - и не только - тел.
- Стив (Steve) — простой, грубоватый парень, сосед Джейми. В реальном мире доставлял главному герою массу неприятностей, но, очутившись в цирке, заметно преобразился и начал вместе с Фишбоем заботиться о паноптикуме. В отличие от Джейми доволен пребыванием в цирке.
- Мугабо (Mugabo) — могущественный огненный маг, вынужденный выполнять функции рядового фокусника. Из-за невозможности демонстрировать свою силу он озлоблен на прочих исполнителей цирка и считает гадалку Шелис своим злейшим врагом.
- Цыгане — Собственно состоящие при цирке цыгане. Служат вспомогательным персоналом цирка - ставят шатры, поддерживают порядок. А также таскают из реального мира нужные Курту Пайло материалы и похищенных людей.
- Лесорубы — труппа крепких мужчин, на арене рубящих деревья на скорость. Любимчики Джорджа Пайло и (ближе к финалу) - его силовая поддержка.

Помимо вышеназванных, в цирке заняты другие, не задействованные в событиях романа труппы и исполнители (дровосеки, укротитель львов и проч.).  Также в отдельных эпизодах и в качестве разнорабочих упоминаются многочисленные цыгане и карлики.

## История создания романа
В своё время на Эллиота произвели сильное впечатление такие книги, как «Задверье» Нила Геймана и «Город, где умирают тени» Саймона Грина. Таким образом, «Цирк семьи Пайло» стал одной из попыток Эллиота написать роман, действие которого происходит отчасти в реальном и отчасти в выдуманном мире.
План был такой: создать иную реальность, забросить в неё обычного человека и посмотреть, что получится. Мне нужно было немногое, некий закрытый мир со своими порядками, и цирк оказался идеальным вариантом.

## Критика
В англоязычной среде роман получил множество положительных отзывов и принес Эллиоту несколько наград. Жюри ABC Fiction Award охарактеризовало книгу как весьма разностороннее произведение: с одной стороны это мистический триллер, с другой - сатира, с третьей - черная комедия.
Из-за главных действующих лиц (не чурающихся убийств и насилия клоунов) роман часто сравнивают с «Оно» Стивена Кинга. По словам самого Эллиота, ему, безусловно, льстит это сравнение, но он не видит для него никаких оснований.

## Издания
В 2012 году вышла первая русскоязычная версия романа, в которой, согласно многочисленным замечаниям читателей, наличествует некачественный перевод, а некоторые моменты очевидно сокращены.
В 2018 году вышло переиздание от издательства АСТ в новом переводе Сюзанны Алукард.

## Театральные постановки
- «The Pilo Family Circus», The New Ohio Theatre

## Награды
1. ABC Fiction Award 2006 за лучший роман.
2. Aurealis Award 2006 за лучший роман ужасов.
3. Australian Shadows Award 2007.
4. International Horror Guild Award 2007 за лучший роман.
5. Ditmar Award 2007 за лучший роман.